# Sven Bertil Norberg
Sven Bertil Norberg, född 7 april 1912 i London, England, död 21 augusti 1967 i Storkyrkoförsamlingen i Stockholm, var en svensk skådespelare.

## Biografi
Norberg tog studenten i Nice, Frankrike, och studerade vidare vid Uppsala universitet, där han blev fil. kand. 1936 och auktoriserad translator 1942. Han kom in på skådespelarbanan och reste med turnerande teatersällskap under några år. Han filmdebuterade 1933 i Per-Axel Branners Ungdom av idag. Åren 1938–1940 var han engagerad vid Helsingborgs stadsteater. Efter att han varit engagerad vid Nya Teatern i Stockholm 1940–1941 anställdes han vid Radiotjänst, i våra dagar Sveriges Radio, som hallåman och producent. År 1955 blev han chef för TV:s hyrfilmsavdelning.
Han var 1942–1951 gift med skådespelaren Marianne Aminoff. Sven Bertil Norberg är begravd på Norra begravningsplatsen utanför Stockholm.

## Filmografi i urval
- 1935 – Ungdom av idag
- 1936 – Intermezzo
- 1938 – På kryss med Albertina
- 1940 – Alle man på post
- 1940 – Västkustens hjältar
- 1941 – Bara en kvinna
- 1941 – Beredskapspojkar
- 1941 – Livet går vidare
- 1941 – Nygifta
- 1942 – General von Döbeln
- 1945 – Tre söner gick till flyget
- 1946 – I dödens väntrum
- 1946 – Ballongen
- 1948 – Var sin väg
- 1952 – Säg det med blommor
- 1955 – Den underbara lögnen

## Teater

### Roller (ej komplett)
| År   | Roll                      | Produktion                                              | Regi             | Teater                   |
| ---- | ------------------------- | ------------------------------------------------------- | ---------------- | ------------------------ |
| 1938 | Paul Duhamel              | Blåsten och regnet (The Wind and the Rain) Merton Hodge | Otto Salomon     | Nya Teatern              |
| 1938 | Georges                   | Tovarisj (Tovarich) Jacques Deval                       | Yngve Nordwall   | Helsingborgs stadsteater |
| 1938 | Emanuel Swedenborg        | Carl XII August Strindberg                              | Rudolf Wendbladh | Helsingborgs stadsteater |
| 1938 | Michel Bouilhet           | Lyckliga tid! (Les Jours heureux) Claude-André Puget    | Rudolf Wendbladh | Helsingborgs stadsteater |
| 1938 | Max Vogel-Törnefelt       | Trions bröllop Sigfrid Siwertz                          | Yngve Nordwall   | Helsingborgs stadsteater |
| 1938 | Eric                      | Min fru från Paris (Soubrette) Jacques Deval            | Albert Nycop     | Helsingborgs stadsteater |
| 1939 | Fritz                     | Med strömmen (Lidé na kře) Vilém Werner                 | Rudolf Wendbladh | Helsingborgs stadsteater |
| 1939 | Maschek Försvarsadvokaten | N:o 72 (Dvaasedmdesátka) František Langer               | Rudolf Wendbladh | Helsingborgs stadsteater |
| 1939 | Gerald Forbes             | I nöd och lust (When We Are Married) J.B. Priestley     | Rudolf Wendbladh | Helsingborgs stadsteater |
| 1939 | Larurencio                | Kärleken gör under (La dama boba) Lope de Vega          | Rudolf Wendbladh | Helsingborgs stadsteater |
| 1940 | Garth                     | Grå gryning (Winterset) Maxwell Anderson                | Per-Axel Branner | Nya Teatern              |
| 1940 | Victor Prynne             | Jag älskar dig - markatta (Private Lives) Noël Coward   | Gösta Cederlund  | Nya Teatern              |
| 1941 | Starck                    | Kamraterna August Strindberg                            | Per-Axel Branner | Nya Teatern              |
| 1946 | Jörgen                    | På tre man hand (Tre må man være) Jens Locher           | Bengt Ekerot     | Nya Teatern              |